# Tamela Mann
Tamela Jean Mann (Contea di Limestone, 9 giugno 1961) è una cantante e attrice statunitense.

## Biografia
All'età di 12 anni Tamela Mann ha iniziato a cantare nel coro della chiesa. Ha avviato la sua attività cantando per Kirk Franklin. Da solista ha pubblicato quattro album; in particolare Good Days, nel 2012, è arrivato in vetta alla classifica Billboard riguardante gli album gospel ed ha ricevuto un disco d'oro negli Stati Uniti. Il progetto è stato inoltre definito da Billboard il "disco gospel degli anni 2010". È stato promosso dal singolo Tame Me to the King, certificato disco di platino in madrepatria. Nel 2014 ha vinto un BET Award come miglior artista gospel. Ai Grammy Awards 2017 ha trionfato come Miglior interpretazione/canzone gospel grazie a God Provides.

## Discografia

### Album in studio
- 2005 – Gotta Keep Movin'
- 2009 – The Master Plan
- 2012 – Best Days
- 2016 – One Way

### Album dal vivo
- 2007 – The Live Experience

### Singoli
- 2006 – Speak Lord
- 2010 – The Master Plan
- 2010 – Joy of the Lord
- 2010 – Step Aside
- 2012 – Take Me to the King
- 2017 – Change Me
- 2020 – Touch from You

## Filmografia

### Cinema
- Amori e sparatorie (Diary of a Mad Black Woman), regia di Darren Grant (2005)
- Madea Goes to Jail, regia di Tyler Perry (2009)
- Madea's Big Happy Family, regia di Tyler Perry (2009)
- Sparkle - La luce del successo (Sparkle), regia di Salim Akil (2012)
- Madea: il ritorno (A Madea Homecoming), regia di Tyler Perry (2022)
- The Color Purple, regia di Blitz Bazawule (2023)

### Televisione
- New York Undercover – serie TV, episodi 3x01-3x02 (1996)
- Meet the Browns – serie TV, 140 episodi (2009-2011)